# Beitske Visser
Beitske Visser (Dronten, 10 maart 1995) is een Nederlandse autocoureur. 

## Carrière

### Karting
Visser begon haar carrière in karting in 2000 in de 60 Mini, en daarna de ICA Junior. In 2007 reed ze in Nederland en België de KF3 waarbij ze 6e en 7e werd. Ze reed ook in het Rotax Euro Challenge-kampioenschap; hier werd ze 19de.
In 2008 reed ze weer het Belgische kampioenschap maar ook het CIK-FIA Asia Pasific kampioenschap hierbij eindigde ze 14de en 6e. In 2009 reed ze het Rotax Euro Challenge en Rotax Winter Cup kampioenschap hierbij werd ze 11de en 2de in de einduitslag voor Team TKP.
2010 was het jaar dat ze weer een stapje hoger mocht naar de KZ,2 waar ze voor het Intrepid Driver Program uitkwam. In dit jaar reed ze in verschillende kampioenschappen zoals de WSK Master Series, WSK Euro Series, CIK-FIA European Championship, Andrea Margutti Trophy. Ze won de WSK Master Series.
In 2011 reed ze zowel in de KZ2 als in de KZ1. In de KZ1 reed ze in het WSK Master Series kampioenschap, waar ze overwinningen behaalde in Vieterbo en Siena. In de KZ2 won ze in Genk en Ostricourt in het BNL-kampioenschap. Daarnaast reed ze nog in Trofeo Andrea Margutti, WSK Euro Series in La Conco en Skusa Supernationals in Las Vegas.

### ADAC Formel Masters
In 2012 maakte Visser de overstap naar de eenzitters in de ADAC Formel Masters. Ze reed voor het team Lotus. In het weekend op het Circuit Park Zandvoort schoot zij in de kwalificatie in de Audi S-bocht op zaterdag met 100 km/h van de baan tegen een beschermingsrand. Daarna kreeg ze te kampen met rugpijn maar mocht na controle van het ziekenhuis die dag gewoon racen. In race 2 stond ze weer aan de start maar kon niet verder komen dan een achtste plaats. Dankzij het principe van de omgekeerde startgrid vertrok ze in race 3 vanuit de poleposition. Vanuit deze positie wist ze als eerste te finishen en pakte zo haar eerste overwinning in de ADAC Formel Masters. Later bleek uit een MRI-scan dat ze een breuk had opgelopen in haar rug. Hierdoor miste ze het raceweekend op de Sachsenring. Op de Lausitzring behaalde ze opnieuw een overwinning vanaf haar eerste poleposition. Na ook het raceweekend op de Nürburgring te moeten missen, eindigde ze uiteindelijk als achtste in het kampioenschap.
In 2013 zou Visser oorspronkelijk de overstap maken naar het Duitse Formule 3-kampioenschap, ook voor Team Lotus. Uiteindelijk bleef ze in de ADAC Formel Masters voor het team. Ook werd ze het eerste vrouwelijke lid van het Red Bull Junior Team. Ondanks dat ze op de Sachsenring een overwinning behaalde, verliep de rest van het seizoen teleurstellend en eindigde ze opnieuw op de achtste plaats, waarna Red Bull hun steun opzegde.
Naast de ADAC Formel Masters rijdt ze ook in het KZ2-kartkampioenschap.

### Formule V8 3.5
In 2014 maakte Visser de overstap naar de Formule Renault 3.5 Series, waar ze ging rijden voor het team AVF. Met Zoël Amberg als teamgenoot eindigde ze als 21e in het kampioenschap met 11 punten, waarvan 10 punten werden gescoord met een vijfde plaats tijdens het laatste raceweekend op het Circuito Permanente de Jerez.
In 2015 bleef Visser in de Formule Renault 3.5 rijden voor AVF, nu met Alfonso Celis Jr. als teamgenoot. Ze scoorde enkel punten op de Hungaroring en de Red Bull Ring en werd 23e in het kampioenschap met 3 punten.
In 2016 nam Visser deel aan haar derde seizoen van het kampioenschap, dat de naam inmiddels had veranderd naar Formule V8 3.5, waarbij ze de overstap zou maken naar Pons Racing naast Aleksander Bosak. Dit team trok zich voor de start van het seizoen terug, maar Visser wist wel bij de testsessies uit te komen voor Strakka Racing en Teo Martín Motorsport. Voor het laatste team tekende zij kort voor de start van het seizoen een contract om te racen naast Yu Kanamaru. Met een vijfde plaats op het Circuito Permanente de Jerez als beste resultaat verbeterde zij zichzelf naar de dertiende plaats in de eindstand met 48 punten.

### GP3
Naast de Formule Renault 3.5 stapte Visser in 2014 ook in voor Hilmer Motorsport in de GP3 Series. Na het eerste raceweekend op het Circuit de Barcelona-Catalunya werd ze vervangen door Riccardo Agostini.
In 2015 keerde Visser tijdens het raceweekend op Spa-Francorchamps terug in de GP3, ditmaal bij het team Trident als vervanger van Óscar Tunjo.

### GT4
In 2017 werd Visser opgenomen in het opleidingsprogramma van BMW en mocht hierdoor deelnemen aan de GT4 European Series Southern Cup naast Dennis Marschall. Zij wonnen als gastcoureurs de voorlaatste race op het Circuit de Barcelona-Catalunya. In 2018 stapte Visser over naar de GT4 European Series in de Silver-klasse bij het team RN Vision STS naast Nico Menzel. Zij wonnen twee races op de Hungaroring en de Nürburgring. Met 100 punten werd Visser zesde in het eindklassement.

### W Series
Als enige Nederlandse doet Visser in 2019 mee aan het eerste seizoen van de W Series, een nieuwe klasse voor vrouwen. Zij strijdt met zeventien concurrentes in een kampioenschap over zes races in Europa om een hoofdprijs van een half miljoen dollar. 
Visser eindigde dit seizoen met een tweede plaats in het eindklassement.

### Overzicht carrière
| Jaar | Kampioenschap                                        | Team                    |
| ---- | ---------------------------------------------------- | ----------------------- |
| 2007 | Nederlands KNAF kampioenschap - KF3                  |                         |
| 2007 | Chrono Nederlands Rotax Max Challenge - Junior - KF3 |                         |
| 2007 | Chrono Rotax Max Winter Cup Junior                   |                         |
| 2007 | Belgisch kampioenschap - KF3                         |                         |
| 2007 | Rotax Max Euro Challenge - Junior                    | Blanken Tuning          |
| 2008 | CIK-FIA Asia-Pacific kampioenschap - KF3             | Klaas Visser            |
| 2008 | Belgisch kampioenschap - KF3                         | Klaas Visser            |
| 2008 | 12e Monaco Kart Cup CIK-FIA - KF3                    | Klaas Visser            |
| 2008 | Italiaans Open Masters - KF3                         | Klaas Visser            |
| 2008 | Duits Junior Kart kampioenschap                      | Klaas Visser            |
| 2009 | Rotax Max Wintercup - Rotax Max Junior               | Team TKP                |
| 2009 | Chrono Nederlands Rotax Max Challenge - Junior       |                         |
| 2009 | Rotax Max Euro Challenge - Junior                    | Team TKP                |
| 2010 | WSK World Series - KZ2                               |                         |
| 2010 | WSK Master Series - KZ2                              | Intrepid Driver Program |
| 2010 | SKUSA SuperNationals XIV - KZ2                       | Champion Racing         |
| 2010 | WSK Euro Series - KZ2                                |                         |
| 2010 | Monaco Kart Cup - KZ2                                | Intrepid Driver Program |
| 2010 | 21ste Trofeo Andrea Margutti - KZ2                   |                         |
| 2011 | 16de Winter Cup - KZ2                                |                         |
| 2011 | SKUSA SuperNationals XV - KZ2                        | Intrepid North America  |
| 2011 | WSK Euro Series - KZ1                                |                         |
| 2011 | 22ste Trofeo Andrea Margutti - KZ2                   |                         |
| 2011 | CIK-FIA World Cup - KZ1                              | Intrepid Driver Program |
| 2011 | CIK-FIA Europees KZ1 kampioenschap                   | Intrepid Driver Program |
| 2011 | Dutch Supercar Challenge - GT                        | Race 4 Slovakia         |
| 2012 | ADAC Formel Masters                                  | Team Lotus              |
| 2012 | Benelux Karting Series - KZ2                         |                         |
| 2012 | WSK Euro Series - KZ1                                |                         |
| 2012 | WSK Master Series - KZ1                              | Intrepid Driver Program |
| 2013 | ADAC Formel Masters                                  | Team Lotus              |
| 2014 | Formule Renault 3.5 Series                           | AVF                     |
| 2014 | GP3 Series                                           | Hilmer Motorsport       |
| 2015 | Formule Renault 3.5 Series                           | AVF                     |
| 2015 | GP3 Series                                           | Trident                 |
| 2016 | Formule V8 3.5                                       | Teo Martín Motorsport   |